# Сан Клементе (Трапани)
Сан Клементе је насеље у Италији у округу Трапани, региону Сицилија.
Према процени из 2011. у насељу је живело 9 становника. Насеље се налази на надморској висини од 28 м.